# Mustelus albipinnis
Mustelus albipinnis  es una especie de elasmobranquio carcarriniforme de la familia Triakidae conocido solo del Golfo de California.

## Características
Se caracteriza por su coloración gris-marrón en el dorso, con la punta de las aletas dorsales, pectorales, anales y caudales blanca. Es delgado de poco más de 1 m de largo.

## Historia natural
M. albipinnis es un tiburón vivíparo con placenta. La camadas oscila de 3 a 23 crías que, al nacer, miden de 30 a 35 cm de longitud.